# Cacochloris uvidula
Cacochloris uvidula är en fjärilsart som beskrevs av Swinhoe 1885. Cacochloris uvidula ingår i släktet Cacochloris och familjen mätare. Inga underarter finns listade i Catalogue of Life.